# Epania kostali
Epania kostali là một loài bọ cánh cứng trong họ Cerambycidae.